# Camera oscura

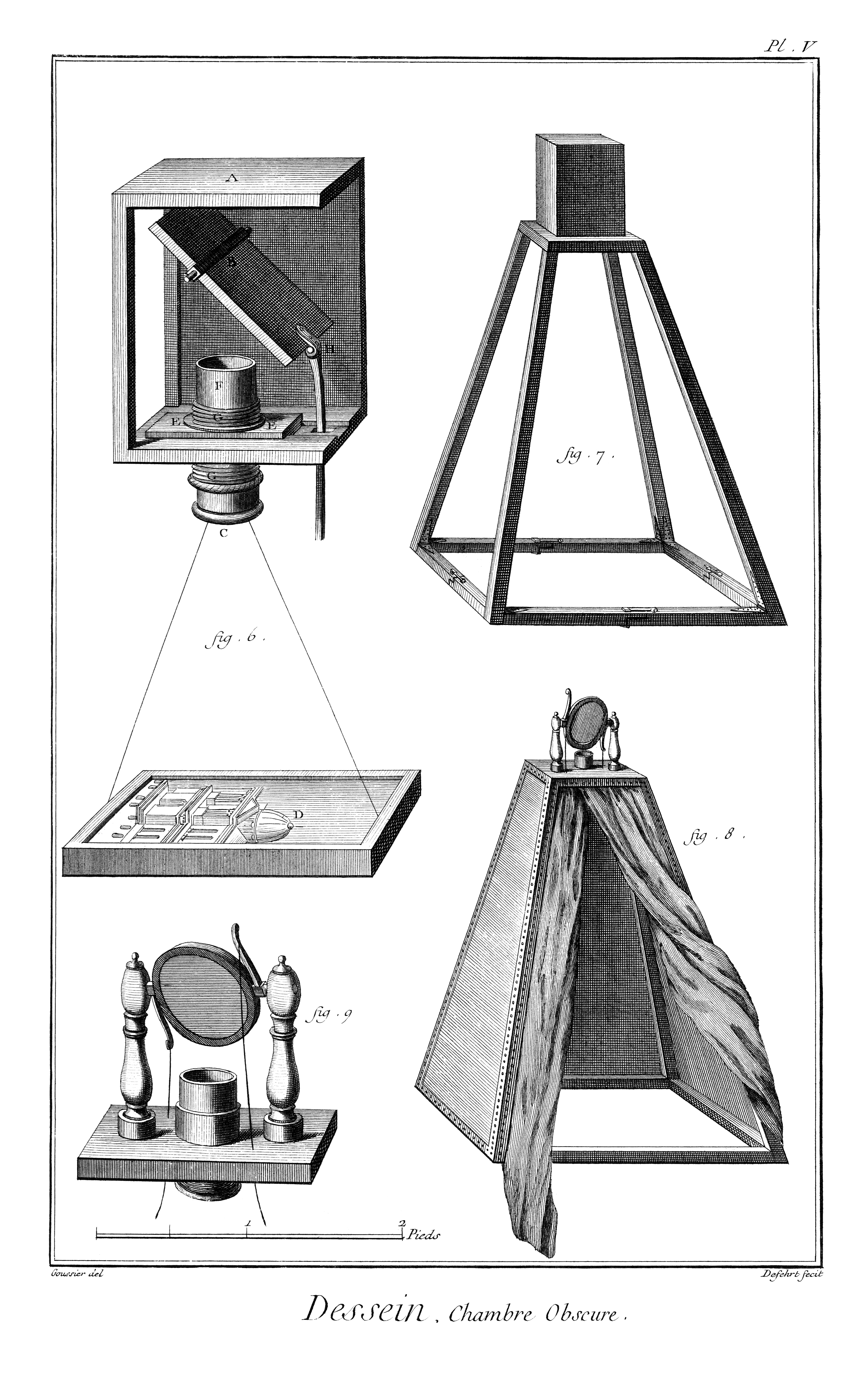
Camera oscura

La camera oscura, anche detta camera ottica o fotocamera stenopeica (la fotocamera più semplice), è un dispositivo ottico composto da una scatola oscurata (a prova di luce), solitamente con un obiettivo stenopeico sul fronte ed un piano di proiezione per l'immagine sul retro (ovvero, la «fotografia» della realtà); in alcuni casi, viene usato uno specchio piano per dirigere l'immagine in una posizione migliore.
La camera oscura è alla base della fotografia e della fotocamera, per questo motivo gli apparecchi fotografici vengono ancora oggi chiamati “camere”: le prime camere oscure erano infatti delle vere stanze al cui interno i pittori e gli scienziati lavoravano e studiavano.

## Storia

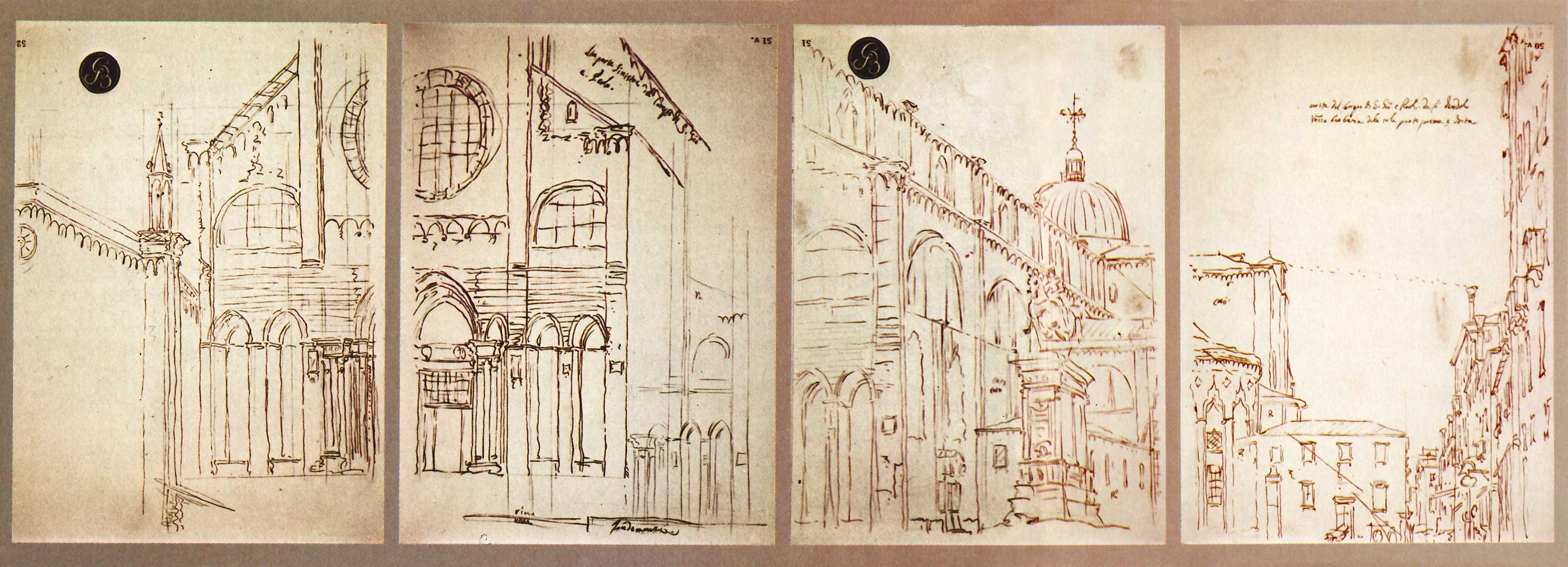
Canaletto: Basilica dei Santi Giovanni e Paolo, a Venezia. Veduta ottenuta accostando quattro fogli disegnati con l'aiuto di una camera oscura.

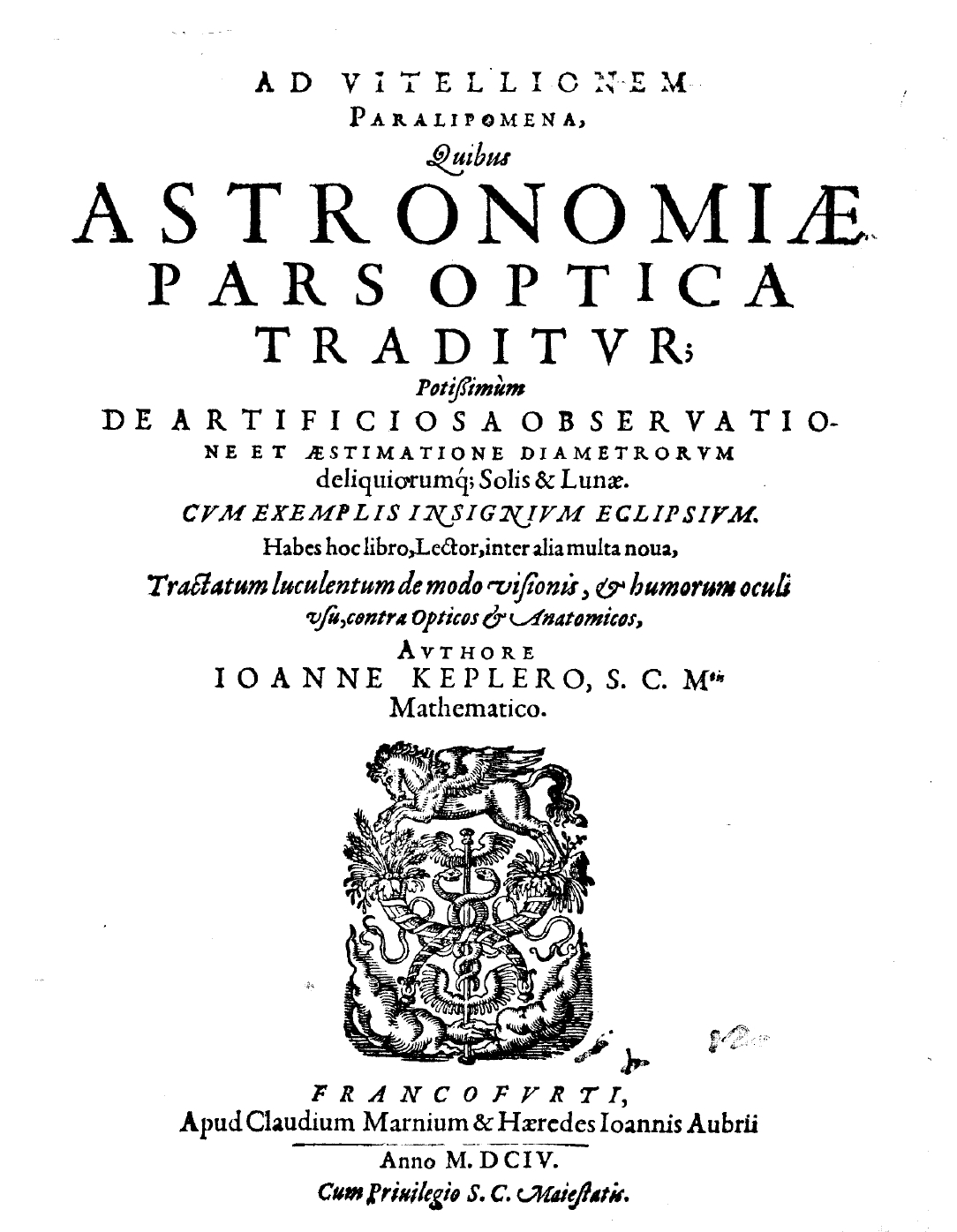
Il termine camera obscura è usato per la prima volta nel primo trattato di ottica di Giovanni Keplero, Ad Vitellionem paralipomena quibus astronomiae pars optica traditur del 1604

Già nel IV secolo a.C., Aristotele accennò la possibilità di «conservare la configurazione del sole e della luna, guardati attraverso un foro di qualunque forma». Nell'XI secolo, con largo anticipo sugli studi successivi, se ne occupò l'arabo Alhazen. I suoi studi sui raggi luminosi e sulla teoria della visione furono tradotti dal monaco Vitellione nell'opera Opticae thesaurus Alhazeni arabis. Nel 1292 Guglielmo di Saint-Cloud per le sue osservazioni astronomiche utilizzò la proiezione dell'immagine del Sole su uno schermo mediante una camera oscura, il cui funzionamento è spiegato nel prologo della sua opera Almanach planetarum. Il 24 gennaio 1544 Gemma Rainer detto Frisius, un fisico olandese, osservò l'eclissi di Sole proprio per mezzo di una camera oscura.
Leonardo da Vinci descrisse nel 1515, nel Codice Atlantico, un procedimento per disegnare edifici e paesaggi dal vero, che consisteva nel creare una camera oscura nella quale veniva praticato un unico foro su una parete, sul quale veniva posta una lente regolabile (come verificò Gerolamo Cardano). Sulla parete opposta veniva così a proiettarsi un'immagine fedele e capovolta del paesaggio esterno, che poteva essere copiata su un foglio di carta ("velo") appositamente appeso, ottenendo un risultato di estrema precisione. Con la camera oscura Leonardo intendeva dimostrare che le immagini hanno natura puntiforme, si propagano in modo rettilineo e vengono invertite dal foro stenopeico, arrivando a ipotizzare che anche all'interno dell'occhio umano si avesse un analogo capovolgimento dell'immagine. L'espressione camera obscura fu utilizzata per la prima volta da Giovanni Keplero nel 1604 nel suo primo trattato di ottica, Ad Vitellionem paralipomena.
Nella sua opera del 1568, Pratica della prospettiva, Giovanbattista della Porta descrisse una camera obscura con lente, che permetteva lo studio della prospettiva. Da allora le camere obscure furono largamente utilizzate dai pittori nell'impostazione di quadri con problemi prospettici: molti quadri del Canaletto sono stati dipinti col suo ausilio. Anche Antonio Vallisneri possedeva una camera ottica nella propria collezione. La camera oscura risultava ancora usata nel XVIII secolo, da pittori come Bellotto e Canaletto (la cui camera oscura originale si trova al Museo Correr di Venezia), i quali, grazie a questo strumento, acquisirono quella precisione "fotografica" nel fissare i paesaggi che ancora li rende celebri. Questi studi furono alla base dello sviluppo della lanterna magica, spettacolo di proiezioni antenato del cinema, fin dall'inizio infatti era previsto di poter eventualmente usare la camera oscura anche come lanterna magica, cioè come una sorta di proiettore di diapositive.
Un esempio di camera oscura risalente al Settecento, molto ben conservato, tuttora funzionante e visitabile, si trova nel Liceum della città di Eger in Ungheria.

## Descrizione

### Principio di funzionamento

L'immagine proiettata all'interno della camera oscura

Una camera oscura può essere composta da una semplice scatola chiusa (a prova di luce), con un piccolo foro (stenopeico) su una faccia, che funge da obiettivo e che lascia entrare la luce. Questo obiettivo proietta sulla faccia opposta, all'interno della scatola, una immagine capovolta, speculata ed invertita, esattamente come succede con qualsiasi altro tipo di obiettivo fotografico.
L'obiettivo stenopeico è il più semplice ed anche il più «preistorico» di tutti, è un piccolo foro analogo ad un diaframma massimamente chiuso (intorno a ƒ/150), che non fa uso di lenti né di specchi, tuttavia non può essere focalizzato a distanze inferiori del infinito (è a fuoco fisso sull'infinito) e richiede una alta luminosità degli oggetti ripresi, risultando di uso esclusivamente diurno o con tempi di esposizione molto lunghi (in architettura urbana, veniva usato per "eliminare" i passanti).
Il principio di funzionamento di questo obiettivo è la diffrazione della luce, mentre il naturale "rovesciamento" delle immagini, avviene parimenti nella camera oscura, come nella macchina fotografica e anche nell'occhio umano. Il fenomeno è da attribuire ad una importante proprietà della luce stessa, ovvero la legge della propagazione rettilinea, per cui, essa viaggia in linea retta ed è dunque incapace di compiere modifiche al proprio asse, salvo la presenza di superfici riflettenti o rifrangenti. Lo stesso fenomeno si può osservare attraverso la formazione delle ombre; esse ci dimostrano che il fascio luminoso non possa aggirare il corpo che incontra, ma da esso ne viene interrotta la traiettoria. 
Più il foro è piccolo e più l'immagine risulta nitida e definita (più specificamente, a fuoco). Il pregio maggiore di una camera oscura così semplice è che tutti gli oggetti terrestri appaiono a fuoco (anche se nessuno lo è effettivamente), a prescindere dalla loro distanza dal foro: in altre parole, l'obiettivo stenopeico si comporta come un obiettivo con lunghezza focale fissa e a fuoco fisso. Aspetto negativo, è che il piccolo foro lascia passare pochissima luce, per cui si possono fotografare solo oggetti immobili.
Nelle fotocamere moderne, il piccolo foro è stato via-via sostituito da un obiettivo fotografico (un sistema complesso di lenti), corredato dei dispositivi per i controlli di apertura del diaframma e di messa a fuoco (manuale o automatica), per migliorare la quantità e la qualità della luce dell'immagine che viene proiettata sul piano pellicola o sensore (negli apparecchi digitali). 

### La fotografia stenopeica
Le prime testimonianze della tecnica stenopeica provengono dal mondo anglosassone, terminologie e studi su questo fenomeno ottico, applicato a strumentazioni e successivamente ad apparecchiature ottiche, provengono da studi e pubblicazioni del secolo XVIII provenienti da oltre Manica, come ad esempio la prima testimonianza del termine foro stenopeico (pinhole in lingua inglese) nel contesto dell’ottica che si deve a James Ferguson, dove nel 1764 sul testo “Lezioni su argomenti selezionati in meccanica, idrostatica, pneumatica e ottica” cita questo termine.
Un altro esempio di come questa tecnica abbia le radici nel Regno Unito è la prima pubblicazione accreditata sulla tecnica della fotografia stenopeica nel libro intitolato “ The Stereoscope” pubblicato nel 1856 dall’inventore scozzese David Brewster, dove menziona la possibilità di "una macchina fotografica senza obiettivi e con solo un foro stenopeico".
Ulteriori testimonianze storiche attestano che tra i primi fotografi a provare la tecnica del foro stenopeico furono altri sudditi della corona britannica come Sir William Crookes e William de Wiveleslie Abney.

### Caratteristiche della fotografia stenopeica
Le caratteristiche che contraddistinguono la fotografia stenopeica sono principalmente tre, come elencate qui di seguito 
- Le fotografie stenopeiche hanno una profondità di campo quasi infinita, qualsiasi oggetto a qualsiasi distanza dal foro sarà sempre a fuoco; sia che esso sia all'infinito o che sia a pochi centimetri da esso.
- Poiché non vi è distorsione dell'obiettivo, le immagini grandangolari rimangono rettilinee.
- I tempi di esposizione sono solitamente lunghi, con conseguente scia degli oggetti in lento movimento, inoltre gli oggetti che si muovono troppo velocemente non vengono impressionati sul supporto fotosensibile.

Le fotografie ottenute mediante una fotocamera stenopeica risultano meno definite rispetto a quelle ottenute con una fotocamera con lenti. Questa sfocatura delle immagini dipende dalla geometria del foro stenopeico e di come questo convoglia la luce all'interno della fotocamera, questo fenomeno e conosciuto come diffrazione. Come dimostrato dalla figura qui a lato i raggi di luce riflessi dall'oggetto inquadrato passano attraverso il foro stenopeico che non può convergere i raggi in un punto focale come una lente. Mediante un sapiente dimensionamento del foro stenopeico si riesce a minimizzare l'effetto di diffrazione dei contorni della fotografia.

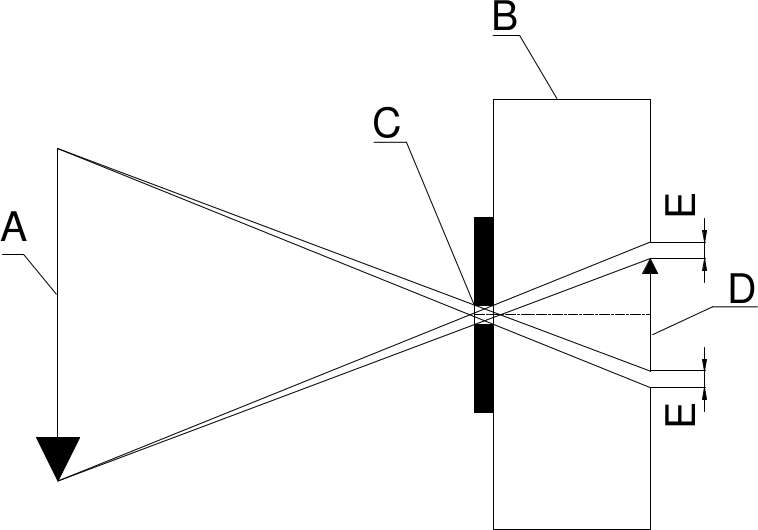
Rappresentazione dell'effetto "E" di sfocatura di una immagine "D" ottenuta mediante una fotocamera stenopeica "B" del soggetto "A": il ridotto diametro del foro "C" è una delle principali cause della sfocatura dell'immagine

Nel caso della fotografia grandangolare una fotocamera stenopeica dà il meglio di se stessa. Grazie a fotocamere stenopeiche opportunamente dimensionate che sfruttano la proprietà del foro stenopeico di mantenere inalterata la linearità dei raggi luminosi, si ottengono fotografie grandangolari prive di quelle distorsioni a barilotto prodotte da obiettivi super grandangolari o fish-eye.
Una caratteristica che contraddistingue la fotografia stenopeica è il tempo di esposizione. Le fotocamere stenopeiche sono prive di qualsiasi sistema di gestione della temporizzazione dello scatto, solo grazie a calcoli ben definiti si può determinare il tempo di apertura dell'obiettivo. Il tempo di apertura dell’otturatore dipende da tre fattori che sono: luce ambientale, la sensibilità del supporto sensibile e il rapporto di f-stop della fotocamera. Va comunque considerata anche la reattività dell'essere umano nell’aprire e chiudere il foro stenopeico, questa ultima variante esclude quindi combinazioni luce/sensibilità della pellicola che producono tempi di esposizione inferiori al secondo, perché difficili da realizzare tramite l’apertura manuale del foro stenopeico senza incorrere ad una sovraesposizione del supporto fotosensibile. La fotografia stenopeica si concilia quindi meglio con tempi di esposizione lunghi.

## Caratteristiche distintive delle fotocamere stenopeiche
Esistono varie tipologie di fotocamere stenopeiche sviluppate per effettuare differenti tipi di fotografie. La conoscenza degli elementi costruttivi che le caratterizzano permettono al fotografo di scegliere la fotocamera più adatta per ottenere i risultati ricercati per il suo progetto.
Gli elementi costruttivi che contraddistinguono le fotocamere stenopeiche sono i seguenti:
- Lunghezza focale
- Diametro del foro stenopeico
- Geometria della superficie di appoggio della pellicola
- Numero di fori stenopeici
- Formato della fotografia
- Materiale di costruzione
- Tipologia di otturatore

### Lunghezza focale
La lunghezza focale è la distanza fra il foro stenopeico ed il supporto fotosensibile. Sono disponibili fotocamere con differenti lunghezze focali che ne caratterizzano l'utilizzo, questo perché la capacità di inquadratura della fotocamera stenopeica dipende dalla lunghezza focale. Per comprendere meglio questo concetto bisogna con una matita immaginaria congiungere il centro del foro stenopeico con i vertici del fotogramma, otterremo così una piramide a base rettangolare o quadrata a seconda del formato del fotogramma. Questa piramide non è un elemento astratto, ma bensì una piramide composta di raggi di luce che dall'esterno entrano nella camera attraverso il foro stenopeico, quindi gli spigoli della piramide che congiungono il foro stenopeico con i vertici del fotogramma sono in realtà i raggi luminosi che delimitano l'inquadratura. Nel fotogramma quindi saranno presenti tutti quei soggetti all'interno degli spigoli della piramide proiettata all'esterno fino all'infinito, quindi maggiore sarà l'ampiezza dell'angolo al vertice della piramide maggiore sarà la capacità di inquadratura, si deduce che a parità di formato della fotografia aumenterà la capacità di inquadratura con il diminuire della lunghezza focale. Quindi a parità di formato del fotogramma, minore sarà la lunghezza focale maggiore sarà la capacità delle fotocamera di produrre fotografie grandangolari.

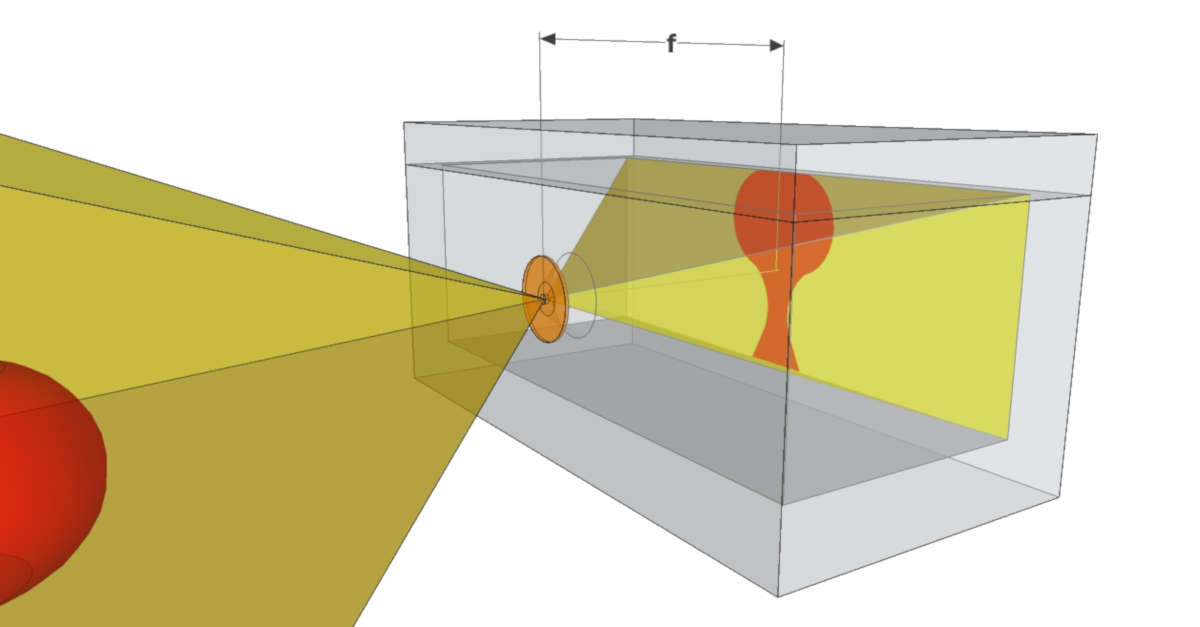
Lunghezza focale "F"

Resta inteso che anche se la profondità di campo è fondamentalmente infinita, questo non significa che non si verifichi alcuna sfocatura ottica. La profondità di campo infinita significa che la sfocatura dell'immagine non dipende dalla distanza dell'oggetto, ma da altri fattori, come la lunghezza focale, il diametro del foro stenopeico, la lunghezza d'onda della sorgente luminosa e il movimento del soggetto.

### Diametro del foro stenopeico
Il diametro del foro stenopeico ha una diretta correlazione con la lunghezza focale. In teoria, più piccolo è il foro, più il fotogramma ottenuto sarà nitido e ben definito, ma a parità di lunghezza focale, più si riduce il diametro del foro minore sarà la quantità di luce che penetra nella fotocamera aumentando i tempi di esposizione. Risulta quindi ovvio che esiste una relazione tra dimensione del foro e distanza focale per ottenere fotogrammi di buona qualità. Approssimativamente, per ottenere una buona qualità di fotografie, il diametro del foro stenopeico dovrebbe essere di una dimensione intorno a 1/100 della lunghezza focale.
I vari costruttori di fotocamere stenopeiche variano sapientemente il rapporto tra la lunghezza focale ed il foro stenopeico, ottimizzandolo per ottenere il migliore risultato. Infatti, fotocamere che hanno dimensioni che differiscono troppo da questo rapporto, possono soffrire di significativi effetti di diffrazione e di produrre fotografie meno chiare a causa delle proprietà ondulatorie della luce. Anche lo spessore del materiale dove viene eseguito il foro è importante, un rapporto tra diametro del foro stenopeico e sezione dello spessore del materiale non ottimizzato può generare vignettature ai bordi del fotogramma.
Il diametro del foro stenopeico ha una diretta correlazione con la distanza focale. Esiste una formula per il calcolo della corretta dimensione del foro stenopeico che è stata elaborata all'inizio del XX secolo da Lord John William Strutt Rayleigh che è la seguente:
{\displaystyle d=1.9*{\sqrt {f*l}}}
Dove:
d=diametro del foro stenopeico
f=distanza focale
l=lunghezza onda media della luce
Il valore di l per la luce visibile è una porzione dello spettro elettromagnetico compresa approssimativamente tra i 400 e i 700 nanometri (nm) (nell'aria).
Oltre al diametro è anche importante la geometria del foro ovvero che il foro sia perfettamente circolare. Questo è possibile se il foro è eseguito al laser o mediante apposite punte di foratura per mandrini ad alta velocità.

### Geometria della superficie di appoggio della pellicola
Nelle fotocamere stenopeiche, la superficie di appoggio della pellicola può essere piana o curva, questa differenza è dovuta alla lunghezza focale. Le fotocamere stenopeiche grandangolari hanno delle lunghezze focali ridotte, quindi con la luce in ingresso nella fotocamera che si dispone su una piramide con un ampio angolo di vertice (come menzionato prima), in questo caso l'utilizzo di una superficie piana distanzierebbe troppo gli angoli del fotogramma rispetto al foro stenopeico, quindi l’energia della luce che raggiunge gli angoli risulterebbe ridotta rispetto alla parte centrale del fotogramma e ne risulterebbero anneriti, generando una vignettatura ellittica sull'immagine ottenuta. Un altro effetto di disturbo generato da una superficie piana per l’appoggio della pellicola in una fotocamera stenopeica grandangolare è la curvatura dell'orizzonte, enfatizzato soprattutto nelle fotocamere per formati fotografici panoramici, come ad esempio il formato 6x17. Una superficie curva per l'appoggio della pellicola fotografica dà il vantaggio di mantenere più o meno costante la lunghezza focale nella fotocamera, garantendo un'ottimale illuminazione della pellicola e minimizzando l'effetto di curvatura dell'orizzonte.

### Numero di fori stenopeici
La presenza di uno o più fori stenopeici non cambiano le caratteristiche della fotocamera. Molteplici fori stenopeici danno la possibilità al fotografo di avere più possibilità nella scelta delle inquadrature con la linea di orizzonte che risulta posizionata ad altezze diverse per una stessa inquadratura.

### Formato della fotografia
Le fotocamere stenopeiche sono dimensionate per utilizzare formati di pellicole o carte fotografiche standard oppure carte fotografiche di dimensioni speciali.
I formati standard utilizzati sono i seguenti:
- 13x5"
- 6x6"
- 6x9"
- 6x12"
- 6x17"
- 4x5”
- 5x7”
- 8x10”

### Materiale di costruzione
Esistono molteplici esempi di fotocamere stenopeiche fai da te ottenute da materiali di recupero come ad esempio: scatole di cartone, lattine, tubi di stufa, frigoriferi, furgoni e persino treni. Le fotocamere stenopeiche professionali presenti sul mercato sono disponibili nei seguenti materiali:
- Lattine di alluminio  utilizzata principalmente per le fotocamere dedicate per la solargrafia
- Materiale plastico
- Legno

Esistono anche fotocamere stenopeiche giocattolo in cartone, proposte in fogli prestampati da ritagliare ed incollare.

### Tipologia di otturatore
Le fotocamere stenopeiche per aprire e chiudere il foro stenopeico utilizzano differenti tipi di otturatori ad azionamento manuale. Gli otturatori attualmente in uso sono i seguenti:
- A tappo,sistema efficacissimo per eseguire fotografie con lunghe esposizioni
- A guida lineare con magneti di fermo, sistema universale adatto per qualsiasi tipo di esposizione
- A paletta infulcrata con magneti di fermo, sistema universale adatto per qualsiasi tipo di esposizione
- A scatto flessibile meccanico, sistema utilizzato per evitare la possibilità di fotografie mosse.
- A nastro adesivo, usato nelle solargrafie

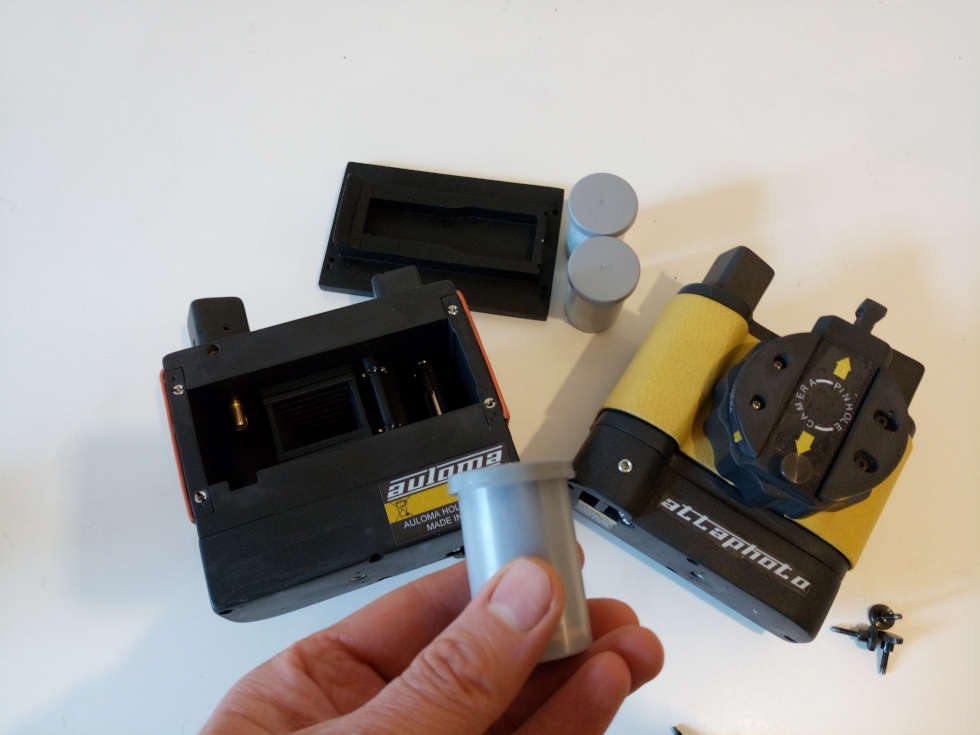
Esempio di fotocamera stenopeica moderna per formato pellicola 135